# Jacques Daret

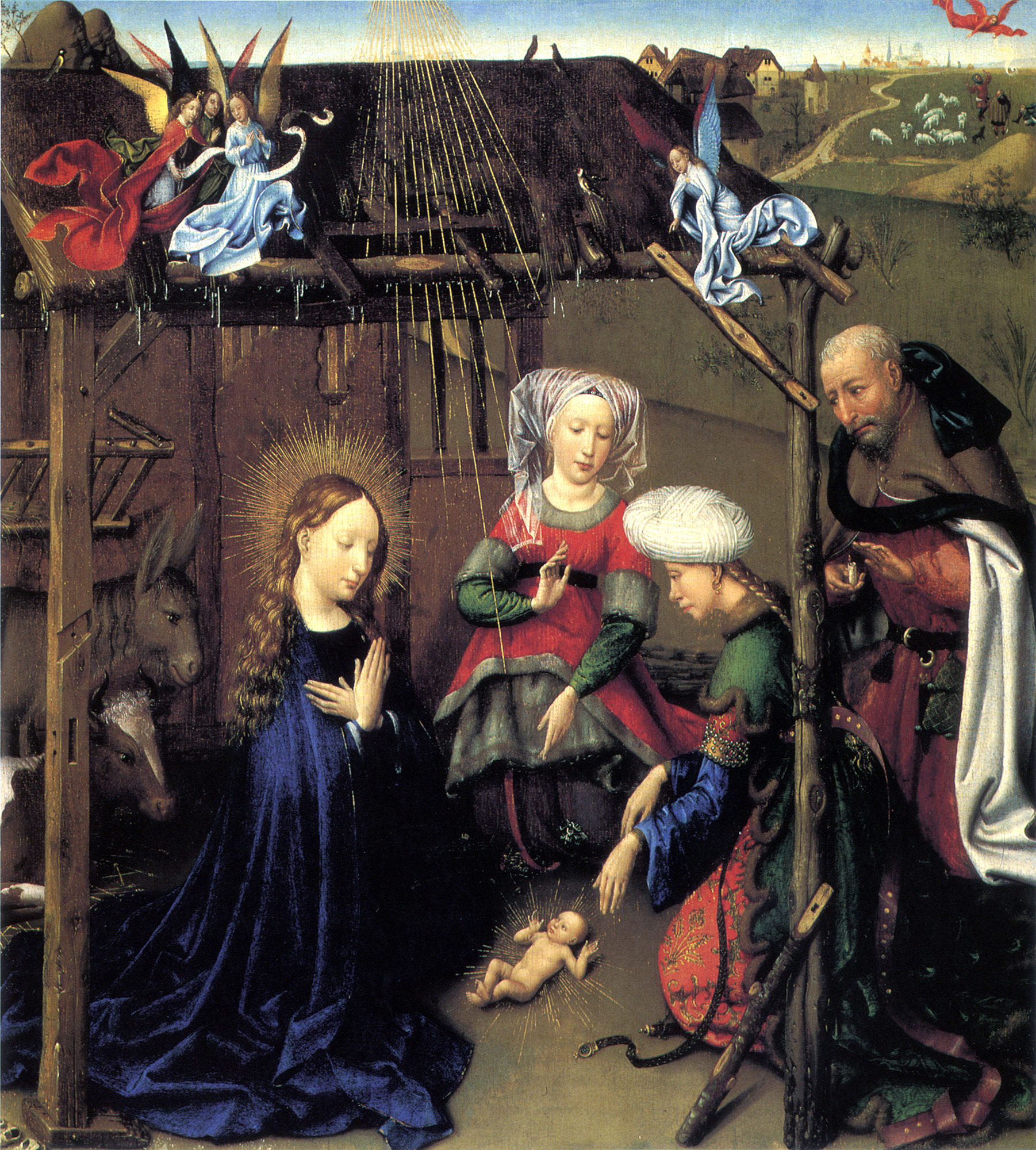
La Adoración del Niño, hacia 1434/1435, óleo sobre tabla, 60 x 53 cm, Madrid, Museo Thyssen-Bornemisza. La presencia de la parteras Zelomí y Salomé junto al recién nacido tiene como fuente el apócrifo evangelio del Pseudo Mateo, en el que las dos mujeres cumplían la función de testificar la virginidad de María después del parto. De forma semejante, Robert Campin había incluido ya a las dos mujeres en su Adoración de los pastores del Museo de Bellas Artes de Dijon, en la que Daret se inspiró también en cuanto a los aspectos compositivos y formales.

Jaques Daret (Tournai c. 1400/1405– después de 1468) fue un pintor primitivo flamenco.

## Biografía y obra
Hijo de un escultor, aparece documentado como aprendiz de Robert Campin en 1428, aunque es posible que residiese con él y su familia desde 1418. En el taller de Campin coincidió con 'Rogelet de la Pasture', que se presume sea Rogier van der Weyden, siendo este uno de los argumentos principales a favor de la identificación de Campin con el Maestro de Flemalle. En 1432 se inscribió como maestro independiente en el gremio de pintores de Tournai, del que inmediatamente fue nombrado decano, y tuvo como aprendiz a un medio hermano, Daniel Daret, de quien se sabe que trabajó para el duque de Borgoña Felipe el Bueno. 
De 1433 a 1435 trabajó en la realización de un retablo para la capilla funeraria del abad Jean du Clercq, rector de la abadía benedictina de San Vaast en Arrás, donde se le vuelve a encontrar documentado en 1441 y 1452. En 1454 trabajó para la corte de Felipe el Bueno en las decoraciones efímeras erigidas con motivo del banquete o voto del faisán, celebrado en Lille el 17 de febrero con la mirada puesta en la recuperación de Constantinopla, caída en poder del imperio otomano un año antes. Finalmente, con Vrancke van der Stockt y sus respectivos talleres participó en 1468 en los festejos organizados por la ciudad de Brujas con ocasión del casamiento de Carlos el Temerario y Margarita de York.
De su producción documentada únicamente subsisten, dispersas en distintos museos, cuatro de las tablas del retablo que pintó para el abad Jean du Clercq, desmantelado en 1651. Según descripciones antiguas, las cuatro tablas -Visitación y Adoración de los Magos (las dos en la Gemäldegalerie de Berlin), Natividad (Museo Thyssen-Bornemisza, Madrid), y Presentación en el Templo (Petit Palais, Paris)- con una Anunciación, perdida, en lo alto, ocupaban las puertas laterales exteriores del altar concebido como un tríptico con esculturas en su parte central, ocupada por los doce apóstoles repartidos en cuatro nichos y un grupo de la Coronación de la Virgen en el remate, correspondiendo a Daret tanto las tablas de pintura como el policromado de las esculturas y de sus cajas.